# شرکت هلدینگ بانک
شرکت هلدینگ بانک (به انگلیسی: Bank holding company) شرکت هلدینگی است، که کنترل یک یا چند بانک را در اختیار دارد، ولی خود لزوما نباید یک بانک باشد. به‌عنوان نمونه می‌توان به شرکت‌های سیتی‌گروپ، گلدمن ساکس و مورگان استنلی اشاره نمود.